# Megan Gallagher
Megan Gallagher, née le 6 février 1960 à Reading (Pennsylvanie), est une actrice américaine. 

## Biographie
Megan Gallagher a étudié à la Juilliard School. Elle est surtout connue pour ses rôles dans les séries télévisées Capitaine Furillo et Millennium.
Elle s'est mariée avec l'acteur Jeff Yagher et a deux enfants.

## Filmographie

### Cinéma
- 1990 : L'Ambulance : Sandra Malloy
- 2002 : American Party : Holyoke Hottie
- 2002 : Blind Obsession : Rebecca Rose
- 2003 : La Maison de l'Étrange : Meg Russell
- 2007 : August Rush : Megan

### Télévision
- 1986 : La Loi de Los Angeles (série télévisée, saison 1 épisode 1) : Leslie Aaron
- 1986-1987 : Capitaine Furillo (série télévisée, 19 épisodes) : Tina Russo
- 1988-1991 : China Beach (série télévisée, 16 épisodes) : Wayloo Marie Holmes
- 1991 : New York, police judiciaire (série télévisée, saison 1 épisode 14) : Monica Devries
- 1992-1995 : The Larry Sanders Show (série télévisée, 14 épisodes) : Jeannie Sanders
- 1993 : Un drôle de shérif (série télévisée, saison 2 épisode 6) : Sydney Hall
- 1993-1995 : Star Trek: Deep Space Nine (série télévisée, saison 2 épisode 4 et saison 4 épisode 7) : Mareel / Faith Garland
- 1995-1996 : L'Homme de nulle part (série télévisée, 4 épisodes) : Alyson Veil
- 1996 : Urgences (série télévisée, saison 2 épisodes 13 et 17) : Kathy Snyder
- 1996-1999 : Millennium (série télévisée, 41 épisodes) : Catherine Black
- 1999 : Au-delà du réel : L'aventure continue (série télévisée, saison 5 épisode 22) : Terry Russo
- 2000 : Star Trek: Voyager (série télévisée, saison 7 épisode 7) : le lieutenant Jaryn
- 2002 : FBI : Portés disparus (série télévisée, saison 1, épisode 2) : Madame Freedman
- 2004-2005 : La Vie comme elle est (série télévisée, 4 épisodes) : Leslie Miller
- 2005 : Une ennemie si proche (téléfilm) : Beth Ferrier
- 2006 : Sept à la maison (série télévisée, saison 10 épisodes 21 et 22) : la mère de Rose
- 2007 : 24 heures chrono (série télévisée, saison 6, 4 épisodes) : Jillian Wallace
- 2007 : Numbers (série télévisée, saison 4 épisode 10) : Sarah Blakely
- 2010 : Mentalist (série télévisée, saison 3 épisode 10) : May Nelson
- 2013-2016 : Suits : Avocats sur mesure (série télévisée, 4 épisodes) : Laura Zane
- 2014 : Warehouse 13 (série télévisée, saison 5 épisode 2) : Diana Hewlett
- 2014 : Grey's Anatomy (série télévisée, saison 11 épisode 1) : Madame Oldroyd
- 2019 et 2020 : NCIS : Enquêtes spéciales (série télévisée, saison 16 épisode 17 et saison 17 épisode 2) : Jennifer Leo